# 物部古麻呂
物部 古麻呂（もののべ の こまろ、生没年不詳）は、奈良時代の防人。物部古麿とも書く。

## 経歴・人物
遠江国長下郡の人物。天平勝宝7歳（755年）2月、防人として筑紫に派遣された際、妻を恋しがり詠んだ歌が『万葉集』に1首入集。

## 歌
- 我が妻も 絵に描き取らむ暇もか 旅ゆく我は 見つつ偲はむ[2]